# Poul Torjusen
Poul Juel Mygind Torjusen, född 9 november 1926 i Handrup, Syddjurs kommun, Danmark, död 7 mars 1975 i Ucklum, Bohuslän, var en dansk-svensk målare, tecknare, grafiker och inredningsarkitekt.

## Biografi
Torjusen var son till målaren Palma Juel Mygind Torjusen och Kristen Marie Christiansen, och gift med Jerd Mellander. Han var verksam som tapetserare 1942–1951 och utbildade sig därefter till möbel- och inredningsarkitekt vid Slöjdföreningens skola i Göteborg 1951–1955. Han fortsatte sedan med konststudier för Nils Wedel vid Slöjdföreningens skola 1955–1956 och för Torsten Renqvist och Poul Ekelund vid Valands målarskola 1956–1960. Han tilldelades ett stipendium från Adlerbertska fonden 1959 och Göteborgs stads kulturstipendium 1965. Tillsammans med Åke Nilsson, Bo Sällström och Gert Z Nordström gav han ut grafikportföljen Inom staden 1959 där han bidrog med etsningar som påminde om kartor med rekonstruerade trafikförlopp i Göteborg. Tillsammans med konstnärsgruppen Fri bild ställde han ut på Norrköpings konstmuseum 1958 och tillsammans med Björn Berg i Lindome 1962. Separat ställde han bland annat ut i Köpenhamn och Göteborg och han medverkade i grafikutställningen Då och nu på Liljevalchs konsthall, Liljevalchs Stockholmssalonger och Göteborgs konstförenings Decemberutställningar på Göteborgs konsthall, Kunstnernes Efterårsudstilling i Köpenhamn samt samlingsutställningar i Århus, Trollhättan, Kungälv, Karlskoga och Ostende. Bland hans offentliga arbeten märks några dekorativa väggmosaiker i natursten och betong för bostadshus uppförda i Göteborg 1963 och 1964.